# Đinh Lạc
Đinh Lạc là một xã thuộc huyện Di Linh, tỉnh Lâm Đồng, Việt Nam.

## Địa lý
Xã Đinh Lạc có diện tích 33,51 km², dân số năm 2022 là 12.876 người, mật độ dân số đạt 384 người/km².

## Lịch sử
Ngày 18 tháng 6 năm 1999, Chính phủ ban hành Nghị định số 38/1999/NĐ-CP về việc thành lập xã Tân Nghĩa trên cơ sở 3.470 ha diện tích tự nhiên và 5.923 nhân khẩu của xã Đinh Lạc.
Sau khi điều chỉnh địa giới hành chính, xã Đinh Lạc có 3.450 ha diện tích tự nhiên và 10.126 nhân khẩu.